# CA Banfield
Club Atlético Banfield is een voetbalclub uit Banfield, Argentinië. De club is opgericht in 1896 en werd vernoemd naar Edward Banfield, een Britse bestuurder van de spoorwegonderneming Gran Ferrocarril Sur.

## Geschiedenis

### Amateurtijdperk
De club is een van de oudste van Argentinië. In de tweede helft van de jaren 1880 vestigden zich vele Britse families in Banfield. Met hun huizen in Engelse stijl en hun Victoriaanse leefwijze gaven ze de buitenwijken een duidelijk Brits profiel. Op 21 januari 1896 besloten enkele Engelsmannen om een voetbalclub op te richten, die ze naar de stad noemden, die op zijn beurt naar een treinstation genoemd werd, dat zelf naar Edward Banfield genoemd werd.
In het begin was cricket echter de voornaamste sport bij Banfield Athletic. De voetballers mochten in 1897 aantreden in de hoogste klasse van de Argentijnse competitie en verloren elf van de twaalf wedstrijden, enkel tegen het tweede elftal van Belgrano Athletic kon de club gelijkspelen. Het tweede seizoen verliep nog dramatischer en de club verloor alle wedstrijden. Hierna trok de club zich terug uit de hoogste klasse. In de tweede klasse kon de club wel kampioen worden in 1899. Hiermee is Banfield de enige Argentijnse club die nu aangesloten is bij de Argentijnse voetbalbond en nog in de negentiende eeuw een prijs won. Er was in deze tijd nog geen promotie en degradatie dus bleef Banfield in de tweede klasse, waar ze de titel konden verlengen. Hierna taande het succes van de club en in 1904 doken zware financiële problemen op. In 1908 werd de club kampioen in de derde klasse. Twee jaar later speelde de club om de promotie, maar moest deze uiteindelijk aan Racing Club de Avellaneda laten. Door een splitsing van de Argentijns bond ontstonden er twee competities waardoor de club in 1913 opnieuw in de hoogste klasse kon uitkomen. De volgende jaren eindigde de club doorgaans in de middenmoot. Door het uitbreken van de Eerste Wereldoorlog keerden een aantal spelers naar Engeland terug en dit weerspiegelde zich in de resultaten die uiteindelijk tot een degradatie leidden in 1917.
Na twee seizoenen afwezigheid keerde de club terug naar het hoogste niveau met de beste notering tot dan toe, de tweede plaats achter Boca Juniors. Datzelfde jaar won de club wel de Copa de Honor Municipalidad de Buenos Aires tegen Boca met 2-1. De rest van de jaren twintig was de club slechts een middenmoter in de competitie.
In 1931 besloten de grote clubs om een profcompetitie op touw te zetten. Banfield werd ook gevraagd maar het bestuur dacht dat professionalisme geen lang leven beschoren was en koos ervoor om in de amateurcompetitie te blijven spelen, die tot 1934 naast de profkampioen ook een landskampioen opleverde. Echter kregen vele spelers een aanbod van de nieuwe proclubs en er volgde een leegloop. De club eindigde in de competitie op een gedeelde dertiende plaats. Hierna ging het echter beter met een plaats in de middenmoot en daarna zelfs een derde plaats. In het laatste seizoen van de amateurcompetitie werd Banfield vicekampioen achter Estudiantil Porteño.

### Proftijdperk
In 1935 werd de amateurcompetitie ontbonden en de clubs speelden verder in tweede klasse onder de profs. De club deed het niet goed en kreeg slechts een 300 toeschouwers per wedstrijd. In 1938 eindigde de club zelfs op de laatste plaats. De club werd overgenomen en doordat Estudiantil Porteño zich terugtrok uit de competitie hoefde de club niet te degraderen naar de derde klasse. De club trok enkele spelers aan uit de hoogste klasse en presteerde meteen goed. Dit seizoen vervoegden ook de tweede elftallen van de eerteklassers de tweede klasse en San Lorenzo, Boca Juniors en River Plate domineerden de competitie. Banfield werd vierde en omdat de reserven niet konden promoveren mocht Banfield het seizoen erop in de hoogste klasse aantreden. In 1940 werd het nieuwe stadion geopend voor de club in een galawedstrijd tegen CA Independiente, Banfield verloor met 1-0 na een goal van Arsenio Erico.

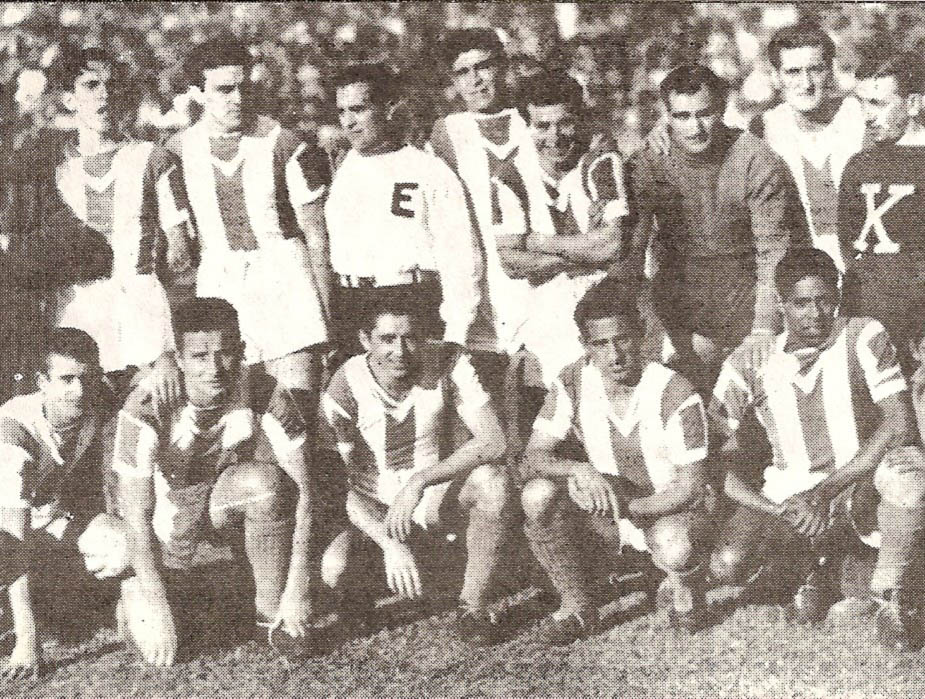
Elftal dat in 1946 kampioen werd in de tweede klasse.

Door een omkoopschandaal kreeg de club 16 strafpunten in seizoen 1941, en leek af te stevenen op een degradatie, maar op de laatste speeldag versloeg de club Rosario Central waardoor deze club op de laatste plaats belandde. Na een zevende plaats nog ging het bergaf en in seizoen 1944 volgde een degradatie. Na een vierde plaats in het eerste seizoen werd de club in 1946 autoritair kampioen en vierde de terugkeer naar de hoogste klasse.
De volgende seizoenen eindigde de club wisselend in de middenmoot en degradatiezone. Het eerste successeizoen kwam er in seizoen 1951 toen Banfield samen met Racing Club de rangschikking aanvoerde aan het einde van het seizoen. Banfield had meer wedstrijden gewonnen en had een beter doelsaldo dan Racing maar de regels in die tijd waren dat de twee teams die gelijk de eerste plaats deelden elkaar moesten bekampen voor de titel. De finale werd gespeeld in het Estadio Gasómetro van San Lorenzo. Na een scoreloos gelijkspel kwam er nog een tweede wedstrijd waarin Mario Boyé in de 46ste minuut scoorde voor Racing waardoor Banfield de titel verloor. Het jaar erop werd de club nog vijfde, maar nadat sleutelspeler Eliseo Mouriño naar Boca Juniors ging verliep het bergaf voor de club, eerst nog een dertiende plaats en uiteindelijk de laatste in 1954.
Banfield slaagde er maar niet in snel terug te keren. Na de komst van onder andere Norberto Raffo in 1961 ging het weer beter met de club en na een derde en tweede plaats werd de club kampioen in 1962 en keerde zo terug naar de hoogste klasse. De eerste jaren eindigde de club in de middenmoot. Ondanks topspelers als José Sanfilippo en José Ramos Delgado kon de club echter niet doorbreken naar de top. In 1972 volgde een nieuwe degradatie, maar de club kon nu wel meteen terugkeren.
Een eerste goede prestatie kwam er in de Nacional van 1976. Adolfo Pedernera was de trainer van club nu. De club eindigde tweede achter River Plate in groep B en ging door naar de kwartfinale, waar ze met 2-1 verloren van Boca. Twee jaar later was de club weer bij af toen ze opnieuw degradeerden. Hierna duurde het tot 1987 vooraleer de club terug kon promoveren, maar reeds na één seizoen moest de club een stap terug zetten. In 1993 promoveerde de club weer en eindigde nu een paar keer op rij in de top tien, onder meer door de prestaties van de nog jonge Javier Zanetti, maar in 1997 was de club weer bij af.
In 2000 promoveerde de club terug. José Luis Sánchez speelde voor Banfield en werd een clubidool. In de Apertura van 2003 kon de club de derde plaats bereiken. Hierdoor plaatste de club zich voor de Copa Sudamericana, het eerste internationale toernooi voor de club echter werden ze meteen uitgeschakeld in de voorronde door Arsenal de Sarandí. Deze goede notering leverde ook een deelname aan de Copa Libertadores 2005 op. In een groep met Club Tigres, Alianza Lima en Caracas FC eindigde de club tweede en stootte zo door naar de 1/8ste finales. Hier zette Banfield het Colombiaanse Independiente Medellín opzij, maar in de kwartfinale werden ze gestopt door River Plate. In de Clausura van 2005 werd de club vicekampioen achter CA Vélez Sarsfield. In de Copa Sudamericana 2005 versloeg de club eerst Estudiantes en werd dan verslagen door Fluminense. Een jaar later nam de club opnieuw deel, maar werd dan meteen uitgeschakeld door San Lorenzo. In de Copa Libertadores werd de club in de groepsfase slechts derde achter Libertad en America. Ook in de competitie liep het wat minder. Na enkele teleurstellende resultaten werd Julio César Falcioni voor de tweede keer trainer bij de club en hij slaagde erin om in de Apertura van 2009 de club voor het eerst naar de landstitel te leiden. Enkele voorname spelers waren Cristian Lucchetti, Julio Barraza, Sebastián Méndez, Víctor López, Marcelo Bustamante, Maximiliano Bustos, Walter Erviti, Marcelo Quinteros, James Rodríguez, Sebastián Fernández en Santiago Silva. In de Copa Libertadores 2010 eindigde de club tweede in de groep achter Nacional, maar mocht als twee na beste tweede wel door naar de tweede ronde waar ze verloren van SC Internacional. In de Copa Sudamericana 2010 versloeg het team eerst Vélez Sarsfield en verloor dan van het Colombiaanse Deportivo Tolima.

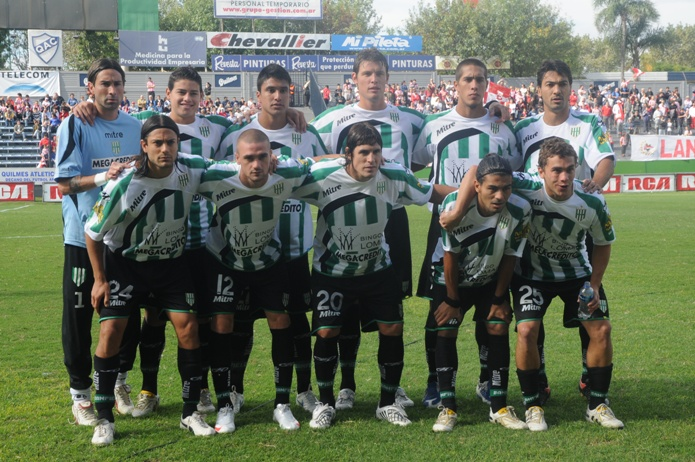
2010

Het volgende seizoen eindigde de club slechts in de middenmoot en in de Apertura van 2011 werd Banfield zelfs laatste. Nadat de club ook in de Clausura laatste werd volgde een degradatie. In 2014 promoveerde de club terug.

## Erelijst
- Primera División Argentinië

2009 (Apertura)

## Tenue
| 1896–1902 | 1903–04 | 1904–heden 1 | 1947– 2 |

Noten
- 1 Wordt beschouwd als traditioneel uniform tot 1947 toen het ook verwisseld werd met het shirt met diagonale streep (Gedragen in 1951-1980, 1986-1987, 1992-1999, 2000-2002, 2004, 2006-2008, 2009-13).
- 2 Was het hoofduniform van 1947-51, daarna werd het verwisseld met het uniform met de verticale strepen(gedragen in 1947-1951, 1981-1985, 1987-1992, 1999-2000, 2003-2006, 2007–2008, 2013-).

## Bekende (oud-)spelers
- Mauro Camoranesi
- Julio Ricardo Cruz
- Ricardo Lavolpe
- Rodrigo Palacio
- Gabriel Paletta
- Mauro dos Santos
- Nicolás Tagliafico

- Daniel Quinteros
- Javier Zanetti
- Darío Cvitanich
- Ezequiel Schelotto
- Sebastián Fernández
- James Rodriguez